# Benji – alla tiders hjälte
Benji – alla tiders hjälte (originaltitel: Benji) är en amerikansk familjefilm från 1974 i regi av Joe Camp. Filmen, som är inspelad både i och runtomkring städerna McKinney och Denton i delstaten Texas, hade biopremiär i USA den 17 oktober 1974, samt i Sverige den 10 december 1977. På Oscarsgalan 1975 var den nominerad i kategorin Bästa sång ("I Feel Love") , som det året vanns av filmen Skyskrapan brinner! ("We May Never Love Like This Again"). Den vann också en Golden Globe Award samma år, detta i kategorin Bästa originalsång ("I Feel Love").

## Handling
Filmens handling kretsar kring den herrelösa blandrashunden Benji, som beger sig ut på ett stort räddningsuppdrag, för att försöka rädda syskonen Cindy och Paul Chapman från att vara kidnappade av ett gäng rånare.

## Rollista (i urval)
- Higgins – Benji
- Patsy Garrett – Mary
- Cynthia Smith – Cindy Chapman
- Allen Fiuzat – Paul Chapman
- Peter Breck – Dr. Chapman
- Christopher Connelly – Henry
- Tom Lester – Riley
- Mark Slade – Mitch
- Deborah Walley – Linda
- Herb Vigran – löjtnant Samuels
- Frances Bavier – damen med katten
- Edgar Buchanan – Bill
- Terry Carter – konstapel Tuttle